# Fujara
A fujara szlovák népi ajaksípos hangszer. A 12–13. században jól ismert és Európában széles körben elterjedt háromlyukú basszusfurulyára hasonlít. A szlovák fujaraszakértők szerint a hangszer származási helye Besztercebányától északra nyúló terület, egészen Zólyomlipcse környékéig. Úgy gondolják, hogy a háromlyukú basszusfurulya a török háborúk idején jutott el erre a területre, amikor egy nyugat-európai zsoldos ezred tartózkodott Zólyomlipcse közelében.
A nagyjából ember magasságú hangszeren három hanglyuk található, melyek közül a legfelsőt a bal kéz hüvelykujjával, a középsőt a bal kéz középső ujjával és a legalsót a jobb kéz középső ujjával nyit vagy zár a játékos.
A fujarát juhászok használták nyájuk legeltetése közben, továbbá különböző ünnepi alkalmakkor és szomorú eseményeken is. Használták még jelzőeszközként is. A fujarás énekkel váltotta fel játékát.
A fujarát Polyánahegyalja területén, mintegy 500 km²-n használják. Dallamos hangzását a szlovák zeneszerzők (Svetozár Stračina és mások) is felhasználták zenéjükben.
A fujarát és a fujarazenét az UNESCO 2008-ban felvette az emberiség szellemi kulturális örökségének listájára.

## Kapcsolódó szócikkek

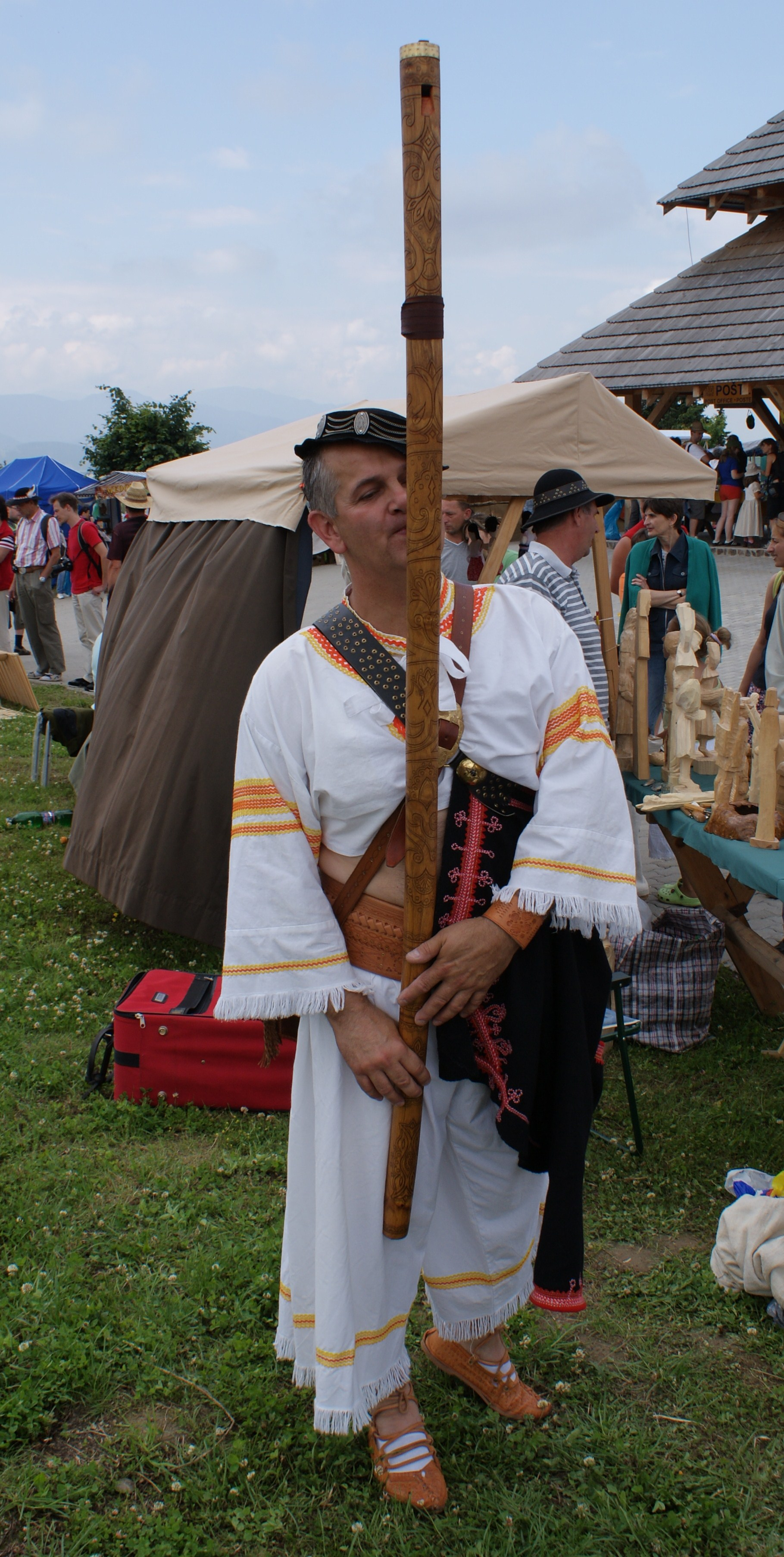
Szlovák fujarás Zólyom környéki viseletben

## Fordítás
- Ez a szócikk részben vagy egészben  a   Fujara című szlovák Wikipédia-szócikk ezen változatának fordításán alapul.  Az eredeti cikk szerkesztőit annak laptörténete sorolja fel. Ez a jelzés csupán a megfogalmazás eredetét és a szerzői jogokat jelzi, nem szolgál a cikkben szereplő információk forrásmegjelöléseként.